# Movimento dos Trabalhadores Rurais Sem Terra
Movimento dos Trabalhadores Rurais Sem Terra (MST) (De jordlösas rörelse, ibland Jordlösa Lantarbetares Rörelse) är en social rörelse i Brasilien som organiserar jordlösa bönder och arbetar för fattigas rätt till mark, genom ockupationer och kollektivt jordbruk. Rörelsen arbetar också för social rättvisa, utbildning och hållbar utveckling på landsbygden.
MST grundades 1984 och är idag den största sociala rörelsen i Latinamerika, med uppskattningsvis 1,5 miljoner jordlösa medlemmar i 23 av Brasiliens 25 delstater. 
År 1991 fick MST Right Livelihood-priset "för att ha skaffat mark åt jordlösa familjer och hjälpt dem att bruka den på ett hållbart sätt."

## Landockupationer
MST ockuperar mark som inte används. Rörelsen lutar sig mot Brasiliens grundlag från 1998 som säger att "egendom ska uppfylla sin sociala funktion" och att staten ska "expropriera landsbygdsegendom som inte uppfyller sin sociala funktion i syfte att genomföra jordreform."
MST menar att de genomför en jordreform i ett land som präglas av orättvis fördelning av jorden – eftersom 1,6 % av jordägarna äger och kontrollerar nästan hälften av den bördiga jorden i Brasilien, och endast 3 % av befolkningen äger två tredjedelar av all brukbar jord.
Under Jair Bolsonaros högerstyre 2019–2022 valde MST att skydda sina medlemmar genom att minska antalet markockupationer. Istället fokuserade rörelsen på att bygga allianser med urbana progressiva krafter, och producera och sälja bland annat ekologisk mat – en strategi som har gett MST ökat stöd i städerna. Efter 2022 har rörelsen gått tillbaka till en mer offensiv strategi och tar åter över obrukad mark.